# Charles L. McNary
Charles Linza McNary, född 12 juni 1874 i Salem, Oregon, död 25 februari 1944 i Fort Lauderdale, Florida, var en amerikansk politiker (republikan). Han satt i den amerikanska senaten 1917–1918 och åter igen från 1918–1944, och han var minoritetsledare i senaten från 1933–1944.
I senaten medverkade han bland annat till byggandet av dammen Bonnevilledammen vid Columbiafloden.
Innan han blev senator tjänstgjorde han som biträdande distriktsåklagare i sin hemstat Oregon. Distriktsåklagare var hans bror John Hugh McNary.
Han avled den 25 februari 1944 efter att ha fått en hjärntumör och den operation som han genomgått tidigare under året hade misslyckats.

## Politisk karriär
År 1917 utsågs han till senator av guvernören i Oregon tills val skulle hållas eftersom den sittande senatorn Harry Lane hade avlidit. McNary vann senatsvalet 1918, samtidigt som Frederick W. Mulkey vann fyllnadsvalet som gällde de sista månaderna av Lanes mandatperiod. Mulkey installerades den 6 november 1918 men avgick redan den 17 december 1918. McNary utsågs åter till senator den 12 december 1918 och installerades den 18 december samma år. Han skulle senare vinna valen till senaten 1924, 1930, 1936 och 1942. McNary var minoritetsledare i senaten 1933–1944 då senaten kontrollerades av demokraterna under New Deal-eran. Han stödde dock vissa av reformerna i Roosevelts New Deal-program. Han röstade också för the Lend-Lease Act 1941 och den allmänna värnplikten år 1940.
År 1940 var McNary republikanernas vicepresidentkandidat i valet. McNary stödde dock inte utnämningen av Wendell Willkie som presidentkandidat, och under sitt tal efter att ha accepterat att bli vicepresidentkandidat, uttryckte han sitt stöd för Tennessee Valley Authority, något som Willkie hade varit emot.
Willkie och McNary förlorade elektorsrösterna mot president Roosevelt och Henry Wallace med 449 röster mot 82.